# Arroba
Arroba je stará jednotka hmotnosti i objemu. Používána byla v zemích s vlivem španělštiny a portugalštiny, přičemž její základ pochází z arabského charrúba. Její další používané varianty byly také jarroba či centaro.
Převodní vztahy pro hmotnost:
- v Argentině = 1 arroba = 11,48 kg = 25 liber
- v Brazílii a Portugalsku = 1 arroba = 14,69 kg = 32 liber; moderní arroba metrica se používá v zemědělství a její velikost je 15 kg.
- v Chile a Uruguayi = 1 arroba chilena = 11,49 kg = 32 cuartillo = 8 azumbre = 4 cuarta
- v Kostarice = 1 arroba = 11,34 kg = 25 liber
- ve Španělsku = 1 arroba = 11,50 kg = 25 liber kastilských; ve Španělsku ovšem tato jednotka nebyla natolik přesná, v mnohých městech a pro různé zboží či výrobky její velikost kolísala mezi 10,5 kg až 22 kg; stejné hodnoty jako ve Španělsku pak platily také v Dominikánské republice, Filipínách, Guatemale, Kolumbii, Kubě, Mexiku, Paraguayi a Peru

Převodní vztahy pro objem:
- v Bolívii = 1 arroba = 30,45 l; stejnou hodnotu jako v Bolívii měla tato jednotka v Peru
- v Dominikánské republice = 1 arroba = 16,33 30,45 l
- v Chile = 1 arroba = 32,7 l nebo 34,07 l
- ve Španělsku:
  - 1 arroba mayor (nazývaná též centara) = 16,31 l = 128 copa = 32 cuartillo = 8 azumbre = 4 cuartilla = 1/16 moyo = 1/27 pipa = 1/30 bota; stejná velikost této jednotky pak platila také v Ekvádoru, Guatemale, Kolumbii, Mexiku a Venezuele
  - 1 arroba menor = 12,56 l = liber; Kastilii pak velikost jedné arroby menor činila 12,64 l, ve Valencii 11,64 l